# Di tích Potro

Di tích Potro.

Di tích Potro (tiếng Java: ꦱꦶꦠꦸꦱ꧀ꦥꦠꦿ, đã Latinh hoá: Situs Patra), còn được biết đến với tên gọi Pancuran Buto Potro, là một di tích khảo cổ nằm tại thôn Potro, xã Purwobinangun, quận Pakem, huyện Sleman, Vùng đặc biệt Yogyakarta, Indonesia. Di tích này gồm hai hiện vật di sản văn hóa chính được làm hoàn toàn từ đá andesit: một jaladwara (vòi nước) và một peripih (bình nghi lễ). Do hiện vật còn lại rất hạn chế, việc tái tạo hình dạng ban đầu của di tích vẫn chưa thể thực hiện. Hiện nay, khu vực này được người dân địa phương sử dụng làm nơi tắm công cộng.

## Tình trạng
Di tích gồm hai hiện vật di sản chính làm từ đá andesit: một jaladwara và một peripih.

### Jaladwara
Một jaladwara là artefact cổ đại hoạt động như vòi nước, thường thấy tại cấu trúc petirtaan (công trình tắm) hoặc khu đền. Trong truyền thống Hindu, vật này thường liên kết với sinh vật thần thoại dưới nước được tin rằng có quyền năng siêu nhiên để trừ tà. Jaladwara thường mang hình đầu quái vật lớn có răng nhọn, giống motif kalamakara thường thấy ở cổng hoặc cửa đền. Jaladwara tại di tích này được dân địa phương gọi là Pancuran Buto, do hình dáng giống ‘‘kala’’ với miệng mở, răng nanh lộ rõ và chạm khắc giống rồng. Hiện nay, cổ vật được sử dụng như vòi nước dẫn vào một ao nhỏ tại địa phương được gọi là Sendang Potro.
Theo lời kể của người dân địa phương, jaladwara ban đầu được tìm thấy tại một sendang (nguồn suối cổ) bên sông Denggung. Suối từng chảy rất mạnh và được dùng làm nguồn tưới tiêu, kể cả phục vụ các hoạt động công nghiệp thời Đông Ấn Hà Lan. Qua thời gian, suối không còn sử dụng, và artefact bị bỏ quên. Do lo ngại bị trộm, người dân đã chuyển nó đến vị trí hiện tại.

### Peripih
Hiện vật thứ hai tại di tích là một peripih, một vật hình hộp hoặc bình dùng để chứa lễ vật nghi lễ. Trong truyền thống Hindu, peripih thường được đặt trong sumuran (hố trung tâm trong đền) và tham gia vào các nghi thức hiến lễ. Mặc dù những hình thức này chủ yếu thấy trong các đền, peripih cũng từng được phát hiện tại các di chỉ tắm như peripih nawasanga ở Jolotundo. Việc xuất hiện một peripih khá lớn tại di tích này gợi ý rằng từng có một công trình tôn giáo — có thể là một ngôi đền — từng tồn tại gần đó. Tuy nhiên, hình dạng và phong cách ban đầu vẫn chưa xác định được do thiếu artefact còn lại.

## Nỗ lực bảo tồn
Hiện nay, di tích được người dân địa phương sử dụng làm nơi tắm công cộng. Với chỉ hai hiện vật còn lại, việc tái tạo hình dạng ban đầu hiện chưa khả thi. Tuy vậy, cộng đồng Potro vẫn tiếp tục giữ gìn giá trị lịch sử của di tích, bao gồm việc thành lập nhóm võ thuật truyền thống Bregada Jaladwara như một biểu tượng văn hóa địa phương và lời tri ân đến di sản tổ tiên.